# Edwin M. Stanton
Edwin Stanton McMasters (Steubenville, Ohio, 19 de dezembro de 1814 - Washington, D.C., 24 de dezembro de 1869) foi um advogado americano, político, procurador-geral entre 1860 e 1861 e Secretário da Guerra durante a maior parte da Guerra Civil Americana e posterior Reconstrução Americana.
Foi o Secretário da Guerra sob a administração de Lincoln durante a maior parte da Guerra Civil Americana. A gestão de Stanton ajudou a organizar os enormes recursos militares do Norte e guiar a União à vitória. No entanto, ele foi criticado por muitos generais da União, que o consideraram excessivamente cuidadoso e microgerenciado. Ele também organizou a caça ao assassino de Abraham Lincoln, John Wilkes Booth.
Após o assassinato de Lincoln, Stanton permaneceu como Secretário da Guerra sob o novo presidente dos Estados Unidos, Andrew Johnson, durante os primeiros anos da Reconstrução. Ele se opôs às políticas tolerantes de Johnson em relação aos ex-Estados Confederados. A tentativa de Johnson de demitir Stanton acabou levando Johnson a ser cassado pelos republicanos radicais na Câmara dos Representantes. Stanton voltou a exercer a advocacia depois de se aposentar como Secretário da Guerra. Em dezembro de 1869, Stanton foi nomeado juiz associado da Suprema Corte pelo sucessor de Johnson, Ulysses S. Grant. No entanto, acabou morrendo 4 dias deppis de ser nomeado.